# Lósy Béla
Lósy Béla Imre Kristóf (Nyitra-Felsőváros, 1883. március 15. – Nyitra, 1969. április 9.) újságíró, vadászíró, helytörténész, gazdaságelemző.

## Élete
Szülei id. Lósy Géza igazgató-telekkönyvvezető Farkasdpusztáról és Wanka Auguszta Nagybiccséről származtak. Bátyjai Lósy József (1874-1917) zoológus, entomológus tanár, illetve ifj. Lósy Géza rajztanár, iparművész, festő- és könyvillusztrátor.
Középiskoláit Nyitrán és Budapesten, a gazdasági akadémiát Keszthelyen végezte. Ott tanársegédként működött, majd a prímási, később a nyitrai püspöki uradalomnál dolgozott. A Nyitramegyei Gazdasági Egyesület titkára lett. A Zoboron lakott, majd Magyarországra költözött.
Az első világháborúban a 14. honvéd gyalogezredhez vonult be. 1916-ban tartalékos hadnagy, végül főhadnagy. Kétszer is megsebesült az orosz fronton. Többször kitüntették (bronz vitézségi érem, Károly-csapatkereszt). A háború után a kerületi bíróság állandó szakértője volt.
Előbb a Sajóvölgyi Gazdasági Egyesület titkára, majd 1937-ben a Délnyugatszlovenszkói Gazdasági Egyesület ügyvezető igazgatója lett. Az egyesület előadásokat, vizsgákat és díjazásokat tartott.
1940-ben elhagyta Nyitrát és Magyarországra költözött. 1958-ban Koltán, 1960-ban ismét Nyitrán élt családjával. Felesége Vörös Ilona (1898-1974). Gyermekeik István (1918-2004) és Imre (1922).
Egyik kezdeményezője volt a Balatoni Múzeumnak, tagja volt a Nyitrai Múzeumi Bizottságnak és a Szlovenszkói Magyar Kultúregyesület nyitrai fiókjának alelnöke. A nyitrai városi temetőben nyugszik.

## Művei
- 1932 Lósy Béla rádióelőadása Nyitráról. Nyitravármegye XXIII/7, 1-2. (1932. február 12.)
- 1933 Március 19: Oculi. Nyitravármegye XXIV/11, 2. (1933. március 17.)
- 1935 Kasznár úr megveszekedése. In: Nyitrai Írók Könyve. Nitra, 49-60.
- 1939 Mátyás király Nyitrán. In: Nevető Nyitra, 44-45.[8]
- 1939 Régi jó Nyitra. In: Nevető Nyitra, 45-48.
- 1939 A Zobor történetéhez. Nyitravármegye 1939. szeptember 17, 4.
- 1939 A nyitrai honvédek kéthetes harca Jangrótnál. Nyitravármegye 1939. november 12., 2.
- 1939 A nyitrai honvédek harcai Golaczowynál. Nyitravármegye 1939. december 3., 2.

Írt a Balaton-vidékbe, Nyitramegyei Szemlébe (1909), Nyitravármegyébe (1913, 1927-1928, 1933, 1936-1938)